# گولدن، شهرستان مارشال، ویرجینیا
گولدن (به انگلیسی: Golden) یک منطقهٔ مسکونی در ایالات متحده آمریکا است که در شهرستان مارشال، ویرجینیای غربی واقع شده‌است. گولدن ۴۰۸٫۱۳ متر بالاتر از سطح دریا واقع شده‌است.